# 马里奥·加西亚·梅诺卡尔
奥雷利奥·马里奥·加百列·弗朗西斯科·加西亚·梅诺卡尔·伊·杜拉（西班牙語：Aurelio Mario Gabriel Francisco García Menocal y Deop，1866年12月17日—1941年9月7日），古巴共和国第3任总统。 1866年，生于马坦萨斯省的大哈圭。1888年，毕业于康奈尔大学工程学院。1912年，当选为总统。1917年，领导古巴参加一战，对德国宣战。1931年，流亡美国。1936年，回国。1941年，去世。